# Фертон
Ферто́н (лат. ferto, нім. Viertung, пол. wiardunek) — вагова одиниця, дорівнювала 1/4 гривні, ділилася на 6 скойців. У Польщі був відомим з першої половини XIII ст. під назвою лат. ferto polonicalis. Як грошово-лічильна одиниця Ф. в XIV–XVI ст. становив еквівалент 12 грошів. Рахункова польська гривня = 4 Ф. = 24 скойці = 48 грошів.